# José Antonio Dorado Zúñiga
José Antonio Dorado Zúñiga (Bolívar (Cauca), 16 de gener de 1960) és un director de cinema colombià.
El 1967 es va instal·lar amb la seva família a Cali. El 1984 es va llicenciar en comunicació social per la Universidad del Valle. El 1998 va obtenir el títol d'Especialista en Pràctiques Audiovisuals i en el 2000 el de Mestratge en Literatura Colombiana i Llatinoamericana. Des de 1990 és professor a l'Escola de Comunicació Social de la Universitat del Valle.
Va començar en el món del cinema fent documentals, com el premiat Rostros y Rastros, promogut per la Universitat del Valle i Telepacífico. El 1987 debutà com a editor de cinema del documental Antonio María Valencia: Música en Cámara de Luis Ospina. Va debutar com a director i guionista el 2000 amb el documental Estanislao Zuleta, biografía de un pensador. El 2004 debutaria amb el llargmetratge El rey, amb el qual va guanyar el Cercle Daurat Precolombí a la millor pel·lícula colombiana al Festival de Cinema de Bogotà i fou nominat al Goya a la millor pel·lícula estrangera de parla hispana. El 2008 va estrenar el seu segon llargmetratge, Adiós, Ana Elisa, que va rebre quatre nominacions als Premis Macondo.
El 2010 va rodar el documental Apaporis, secretos de la selva amb l'ajut de Wade Davis, autor de One river i explorador de la National Geographic Society, que va guanyar el premi al millor documental mediambiental al Festival de Cinema de Bogotà i va rebre el premi especial del jurat al Festival Internacional de Cinema de Cartagena de Indias. El 2013 va estrenar Amores peligrosos, guanyadora d'un Premi Macondo a la millor banda sonora.

## Filmografia (com a director)
- Estanislao Zuleta, biografía de un pensador (2000)
- El rey (2004)
- Adiós, Ana Elisa (2008)
- Apaporis, secretos de la selva (2010)
- Amores peligrosos (2013)